# IC 4406
IC 4406 is een planetaire nevel in het sterrenbeeld Wolf. IC 4406 heeft een magnitude van 10,2. De nevel heeft een vorm van een torus. De nevel is 1.900 lichtjaar van ons verwijderd.
IC 4406 heeft een rechte klimming van 14h 22m 26s en een declinatie van  -44° 09’ 01”